# Преображенский, Георгий Николаевич
Георгий Николаевич Преображенский (1 декабря 1897 года, Грязовец, Вологодская губерния — 19 марта 1958 года, Москва) — советский военачальник. Герой Советского Союза (16.05.1944). Генерал-майор (3.06.1944).

## Детство и юность
Преображенский Георгий Николаевич родился 1 декабря 1897 года в городе Грязовец Вологодской губернии в семье служащего, отцом его был протоиерей Николай Александрович Преображенский, об этом пишет в своих воспоминаниях Дмитрий Михайлович Силинский. Воспоминания эти опубликованы А.В. Быковым в сборнике "У Спаса на погосте" в 2002 году.  , протоиерея Николая Александровича Преображенского Русский. Детство провёл в селе Спасском Тотемского уезда (той же губернии). Имел среднее образование — окончил Тотемское духовное училище в 1912 году и 4 класса духовной семинарии (при этом часть источников указывают, что он окончил духовную семинарию.

## Участие в первой мировой и гражданской войнах
В октябре 1916 года был призван в Русскую императорскую армию. Окончил в феврале 1917 года Алексеевское военное училище, после чего служил младшим офицером роты в 107-м запасном пехотном полку в Перми, с августа 1917 — в 268-м запасном пехотном полку в Борисоглебске. С октября 1917 года учился на химических курсах в городе Иваново-Вознесенск, затем из-за болезни попал в военный госпиталь в Воронеже. После начала в Петрограде Октябрьской революции Г. Н. Преображенский с основной частью своего полка поддержал большевиков. В мае 1918 года прапорщик Г. Н. Преображенский был демобилизован.
В августе 1918 года Преображенский добровольцем вступил в Красную Армию. Служил волостным военным руководителем в Спасском военном комиссариате. Участник Гражданской войны в России. В июне 1919 года назначен начальником полковой школы 1-го армейского запасного стрелкового полка 7-й армии, на этом посту участвовал в обороне Петрограда от войск генерала Н. Н. Юденича.
С ноября 1919 года занимал должность помощника коменданта карантинного пункта при инспекторе пехоты 6-й армии в Вологде, участвовал в разгроме иностранных интервентов и белогвардейцев Северной армии генерала Е. К. Миллера на Архангельском направлении. С мая 1920 года занимал должность уполномоченного и управляющего делами Вологодского губернского военного комиссариата и губернской комиссии по борьбе с дезертирством. В сентябре этого года направлен в Москву на учёбу.

## Межвоенный период
В 1921 году окончил отделение физического воспитания при Московском военно-педагогическом институте. С мая 1921 по февраль 1924 года служил начальником отдела допризывной подготовки Вологодского губернского военного комиссариата. В 1924 году окончил повторные курсы среднего командного состава Ленинградского военного округа. С июля 1924 года служил в 10-й стрелковой дивизии Ленинградского военного округа (в Вологде): командир роты 29-го стрелкового полка, инструктор штаба дивизии, помощник командира и исполняющий должность командира батальона 28-го стрелкового полка, начальник полковой школы 30-го стрелкового полка.
В январе 1936 года — марте 1938 года служил преподавателем тактики в Школе червонных старшин в Харькове Украинского военного округа, в одной из публикаций указывается, что это было с 1935 по 1937 годы. При этом в 1937 году Преображенский и сам окончил Высшие стрелковые курсы усовершенствования командного состава пехоты «Выстрел».
С сентября 1938 года служил в Бакинском пехотном училище имени Серго Орджоникидзе: старший преподаватель тактики, временно исполняющий должность помощника начальника учебного отдела училища, командир батальона курсантов. В феврале 1941 года подполковник Преображенский был назначен на должность заместителя командира 251-го горнострелкового полка 63-й горнострелковой дивизии в Закавказском военном округе, в июне 1941 года — на должность командира 344-го горнострелкового полка 138-й горнострелковой дивизии этого округа (окрестности Кировакана, Азербайджанская ССР). После начала Великой Отечественной войны полк был переброшен на границу с Турцией, опасность вступления которой в войну на стороне гитлеровской Германии оценивалась тогда советским руководством как высокая) и строил укрепления на ней в районе Ленинакан — Карцахи.

## Великая Отечественная война
В первые месяцы войны Г. Н. Преображенский продолжал службу в Закавказье. В октябре 1941 года назначен начальником штаба 223-й стрелковой дивизии (формировавшейся в Азербайджане и Дагестане). С августа 1942 года — начальник штаба управления тыла 44-й армии (штаб находился в Махачкале).
После нескольких рапортов с просьбой о направлении в действующую армию в декабре 1942 года Преображенский был направлен на фронт и назначен заместителем начальника штаба управления тыла Северо-Кавказского фронта, участвовал в Северо-Кавказской наступательной операции. С февраля 1943 года — заместитель командира 22-го стрелкового корпуса в 18-й армии Северо-Кавказского фронта, с 14 марта по 26 апреля — исполняющий обязанности командира этого корпуса, затем вернулся на прежнюю должность.
15 сентября 1943 года вступил в командование 227-й стрелковой дивизией 11-го стрелкового корпуса 9-й армии Северо-Кавказского фронта. Во главе дивизии участвовал в Новороссийско-Таманской наступательной операции в сентябре-октябре 1943 года, в ходе которой дивизия наступала по побережью Азовского моря и овладела целым рядом крупных населённых пунктов, превращённых в узлы обороны противника. А за отличия при освобождении города Темрюк ей было присвоено почётное наименование «Темрюкская». В ноябре-декабре 1943 года дивизия участвовала в Керченско-Эльтигенской десантной операции, а затем несколько месяцев держала оборону на Керченском плацдарме.
Командир 227-й стрелковой дивизии (16-й стрелковый корпус, Отдельная Приморская армия) полковник Г. Н. Преображенский особенно отличился в ходе Крымской наступательной операции в апреле — мае 1944 года. На основе дивизии (усиленной истребительно-противотанковым, зенитным и танковыми полками) была создана армейская передовая группа, задачей было войти в прорыв с Керченского плацдарма на рубеже Булганак—Керчь, отрезать пути отхода противника с Керченского полуострова, и к утру 12 апреля выйти на Ак-Монайские позиции, после чего наступать на город Феодосию. Эта задача была выполнена в сроки, намного опережающие запланированные: за сутки 12 апреля армейская группа полковника Преображенского прошла более 120 километров с боями. Утром 13 апреля были заняты города Старый Крым и Феодосия, в 12 часов город Карасубазар, а вечером этого же дня, соединившись с частями 4-го Украинского фронта, части дивизии вошли в Симферополь. При этом было захвачено более двух тысяч пленных.
После взятия города Бахчисарай появилась возможность выйти в тыл ялтинской группировке немцев. Для этого требовалось очень быстро перевалить через Крымский хребет, к которому группа Преображенского вышла 14 апреля.
В главе шестой «Стремительный удар» книги «Годы возмездия» Андрей Иванович Ерёменко об этом писал: 

Подразделения сразу же начали восхождение на горный перевал, ведущий к Ялте с северо-запада. Идти было нелегко. Уже на сравнительно небольшой высоте путь преграждал снежный покров, местами достигавший метровой толщины. Единственная дорога была сильно испорчена противником. На ряде участков гитлеровцы взорвали скалы, в результате образовались многометровые непроходимые завалы. Полковник Преображенский радировал мне об обстановке. Он сообщил, что воины сделают всё возможное, чтобы выйти в тыл врагу, засевшему в Ялте. Я поддержал его в этом намерении и дал несколько советов, как подручными средствами проложить дорогу через Ай-Петри. Всю ночь на 15 апреля стрелки Преображенского трудились над расчисткой скальных завалов и снежных сугробов, проделывая проходы для артиллерии и автомашин. К утру работы были завершены. Однако ещё до этого передовые подразделения поднялись на вершину знаменитой горы, на руках затянули сюда лёгкие пушки и миномёты и изготовили их для огня прямой наводкой. Во второй половине дня 15 апреля гитлеровцы, засевшие в Ялте, подверглись удару с той стороны, откуда они меньше всего могли ожидать его.— Еремёнко А. И. Годы возмездия. 1943–1945
16 апреля части 16-го стрелкового корпуса, в том числе и дивизия полковника Преображенского, освободили Ялту. Позже дивизия участвовала в освобождении Ливадии, Варнауди, Балаклавы, в штурме Сапун-горы, освобождении Севастополя и завершила Крымскую наступательную операцию на мысе Херсонес. За образцовое выполнение боевых заданий по освобождению Крыма 227-я стрелковая дивизия была награждена орденом Красного Знамени, все её полки получили почётные наименования «Севастопольские», командир дивизии был представлен к званию Героя, а также вскоре ему было присвоено воинское звание генерал-майор.
За образцовое выполнение боевых заданий командования на фронте борьбы с немецкими захватчиками и проявленные при этом отвагу и геройство Указом Президиума Верховного Совета СССР от 16 мая 1944 года полковнику Георгию Николаевичу Преображенскому присвоено звание Героя Советского Союза с вручением ордена Ленина и медали «Золотая Звезда».
После завершения освобождения Крыма летом 1944 года дивизия под командованием Г. Н. Преображенского была передана в 53-ю армию 3-го Украинского фронта, в которой сражалась до Победы. Во время Ясско-Кишинёвская и Бухарестско-Арадской наступательных операций в августе-сентябре 1944 года она принимала участие в ликвидации группировки гитлеровцев, пытавшейся вырваться из окружения в районе Яссы — Кишинёва. Во время Будапештской наступательной операции дивизия принимала участие в освобождении Венгрии (города Сольнок и Будапешт). В марте 1945 года воины 227-й стрелковой дивизии в составе армии обеспечивали с севера решающее наступление войск фронта в Венской наступательной операции, и двигаясь по Карпатам в ходе Банска-Быстрицкой наступательной операции освободили город Банска-Штявница (совместно с другими частями) в Чехословакии 7 марта 1945 года. В последний месяц войны дивизия участвовала в Братиславско-Брновской операции.

## После войны
25 апреля 1945 года Г. Н. Преображенский был отозван с фронта и направлен на учёбу в Высшую военную академию имени К. Е. Ворошилова, которую он окончил в 1946 году. С февраля 1946 года был заместителем командира 13-го стрелкового корпуса в Тбилисском военном округе (с мая 1946 — в Закавказском военном округе). С октября 1947 по май 1948 года командовал 10-й гвардейской стрелковой дивизией в Закавказском военном округе. В 1949 году вступил в ВКП(б).
С апреля 1950 года — начальник Бакинского пехотного училища. С декабря 1953 года — начальник Свердловского суворовского военного училища. В августе 1955 года генерал-майор Г. Н. Преображенский уволен в запас.
Жил в Москве. Скончался 19 марта 1958 года. Похоронен на Новодевичьем кладбище (участок 5) в Москве.

## Награды
- Медаль «Золотая Звезда» Героя Советского Союза (15.05.1944);
- два ордена Ленина (15.05.1944, 21.02.1945);
- три ордена Красного Знамени (9.10.1943, 3.11.1944, …);
- орден Суворова 2-й степени (30.04.1945);
- орден Красной Звезды (13.03.1943);
- медали[5].

## Память
Имя Г. Н. Преображенского помещено на обелиске Славы в Вологде.